# Raampoort (Deventer)
De Raampoort is een voormalige stadspoort van de Nederlandse stad Deventer. De naam van de poort verwijst naar het terrein tegenover de poort waar de houten raamwerken stonden waarop men vroeger geverfde laken droogde en oprekte. Vanaf 1597 zouden hier nieuwe vestingwerken komen te liggen, maar het gebied behield zijn naam "de Raam".
Bergpoort 
· Brinkpoort 
· Duimpoort 
· Heestpoort 
· Kraanpoort 
· Melksterpoort
· Mosselpoort
· Noordenbergpoort
· Pijperspoort
· Raampoort
· Schoenmakerspoort
· Veerpoort 
· Verwerspoort 
· Vispoort 
· Vullerspoort
· Zandpoort